# Darkness on the Edge of Town (brano musicale)
Darkness on the Edge of Town è una canzone del cantautore americano Bruce Springsteen. È la decima canzone dell'omonimo album del 1978. Su Rolling Stone la canzone ha raggiunto la posizione n. 8 tra le 100 migliori canzoni di Bruce Springsteen. Sebbene non sia stata mai pubblicata come singolo, è stata inclusa in molti album live e nelle raccolte The Essential Bruce Springsteen (2003) e Greatest Hits (Bruce Springsteen & The E Street Band) (2009). È anche una delle canzoni di Bruce Springsteen più suonate dal vivo (decima posizione nelle statistiche dei tour).